# 李銓 (銘傳大學校長)
李銓（1943年8月4日—），1998年11月9日接任銘傳大學校長，2018年8月3日屆齡退休後，現職為銘傳大學全球教育系統總校長。

## 生平
銘傳大學創辦人包德明三子，文化大學英文系畢業，美國紐約州立大學賓罕頓分校管理科學碩士（1972），美國南加州大學教育管理博士（1986）。1979年擔任銘傳女子商業專科學校（銘傳大學前身）校長特別助理，其後歷經銀行保險科主任、大眾傳播科創科主任、教務主任等職。1983年再度負笈美國，取得南加州大學教育管理博士學位，返國後出任副校長。1999年2月1日報奉教育部核准接任銘傳大學校長。

## 外部連結
- （繁體中文）台灣銘傳大學校長室
- （繁體中文）銘傳大學創辦人的奮鬥故事 第三章 婦女發展
- （繁體中文）銘傳大學創辦人的奮鬥故事 第四章 教育報國